# Lotus (gènere)
Lotus és un gènere de plantes de la família Fabaceae. Són plantes formadores de pastures que sovint s'utilitzen com a farratgeres. Poden tenir una tija llenyosa. Els fruits formen una beina. Hi ha altres plantes, aquàtiques, també anomenades Lotus en diverses llengües, com ara la Nelumbo nucifera o Lotus de l’Índia, que pertanyen al gènere Nelumbo.

## Taxonomia
En total hi ha unes 150 espècies del gènere Lotus. Algunes són autòctones als Països Catalans (marcades amb ∗):
- Lotus aboriginus
- Lotus aduncus
- Lotus alamosanus
- Lotus alpinus - Lot alpí
- Lotus angustissimus ∗
- Lotus argophyllus
- Lotus argyraeus
- Lotus benthamii
- Lotus berthelotii
- Lotus cedrosensis
- Lotus conimbricensis ∗
- Lotus corniculatus∗ - Corona de rei, banya de cabra, lot corniculat
- Lotus crassifolius
- Lotus creticus ∗
- Lotus dendroideus
- Lotus denticulatus
- Lotus edulis ∗
- Lotus formosissimus
- Lotus glaber
- Lotus grandiflorus
- Lotus greenei
- Lotus halophilus, ∗
- Lotus hamatus
- Lotus haydonii
- Lotus heermannii
- Lotus humistratus
- Lotus incanus
- Lotus intricatus
- Lotus jacobaeus
- Lotus japonicus
- Lotus junceus
- Lotus maculatus
- Lotus maritimus - Lot pèsol
- Lotus mearnsii
- Lotus micranthus
- Lotus mollis
- Lotus nevadensis
- Lotus nuttallianus
- Lotus oblongifolius
- Lotus ononopsis
- Lotus ornithopoides banya de cabra, lot ornitopodioide ∗
- Lotus palustris
- Lotus parviflorus ∗
- Lotus pedunculatus ∗
- Lotus pinnatus
- Lotus plebeius
- Lotus procumbens
- Lotus purshianus
- Lotus rigidus
- Lotus rubriflorus
- Lotus salsuginosus
- Lotus scoparius
- Lotus sessilifolius
- Lotus stipularis
- Lotus strigosus
- Lotus subbiflorus
- Lotus tetraphyllus ∗
- Lotus tetragonolobus
- Lotus unifoliolatus
- Lotus uliginosus - Lot palustre, lot d'aiguamoll
- Lotus utahensis
- Lotus wrangelianus
- Lotus wrightii
- Lotus yollabolliensis